# مسجد الراشدية الكبير
مسجد الراشدية الكبير هو مسجد كبير في منطقة الراشدية بمدينة دبي، يعد أحد أكبر المساجد في إمارة دبي بالإمارات العربية المتحدة.من حيث عدد المصلين حيث يتسع لأكثر من 2700 مصلٍ
اكتمل بناء المسجد في عام 1976حيث تقدر مساحته الداخلية ب1451 متراً مربعاً و مساحة الإيوان 63573 متراً مربعاً وتبلغ مساحة مصلى النساء1057 متراً مربعاًو له مئذنتان طول كل منهما 30 متراً 
بني المسجد على الطراز الفاطمي من  الرخام الأبيض ويرتكز بناؤه على التراث التقليدي ويتجلى ذلك في الزخارف والنقوش و الفوانيس والثريات المختلفة والأعمدة والقباب وفد تم فرشه بسجاد إيراني فخم